# تداوم حافظه
تداوم حافظه یکی از شناخته‌شده‌ترین آثار نقاش فراواقع گرا (سوررئالیست) اسپانیایی، سالوادور دالی است. این نقاشی هم‌اکنون در اختیار موزه هنر مدرن در نیویورک است.
دالی این اثر سوررئالیستی را در سال ۱۹۳۱ میلادی در پاریس و در جریان گذر اندیشه‌هایش از دیدگاه فرویدی به تصویر کشید. در این اثر، که بر پایه تئوری منحصر به فرد «نرمی» و «سختی» دالی شکل گرفته‌است، ساعت‌هایی جیبی به تصویر کشیده شده‌اند که به نحو خارق‌العاده‌ای نرم و انعطاف‌پذیر هستند.

## منظر

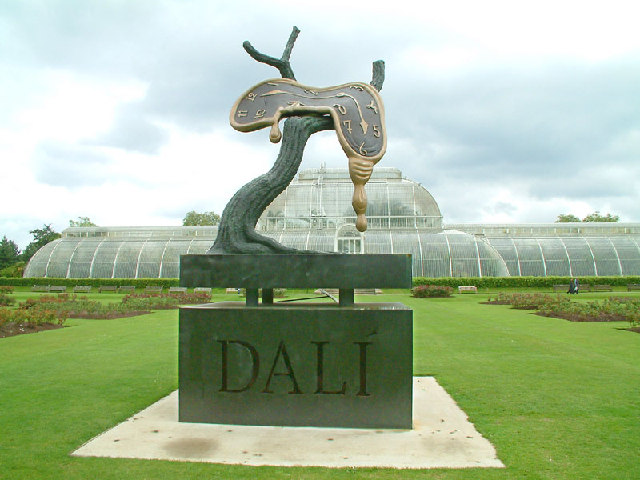
مجسمۀ برنزی "Profile of Time" که از سالوادور دالی الهام گرفته شده است. پالم هاوس در باغ‌های کو

در این منظرهٔ رؤیایی، دالی بنا به گفتهٔ خود «بالاترین خشم امپریالیستیِ دقت» را درج کرده‌است، طوری که اجسام سخت به‌نحو غیرقابل وصفی نرم شده‌اند و فلز، مانند تکه گوشتی فاسد، مورچه‌ها را به خود جذب می‌کند. این اثر را می‌توان به‌عنوان نمایشی گرافیکی از نظریه نسبیت اینشتین دانست؛ جایی که اعوجاج زمان تحت تأثیر جاذبه شکل می‌گیرد.
بسیاری از نقاشی‌های دالی برگرفته از مناظر کاتالونیا هستند. سایه‌های عجیب در پیش‌زمینهٔ اثر، ارجاعی به مونت پانی در کاتالونیا است.